# マット・オライリー
マット・オライリー（Matt O'Riley, 2000年11月21日 - ）は、イングランド・ロンドン出身のプロサッカー選手。デンマーク代表。プレミアリーグ・ブライトン・アンド・ホーヴ・アルビオンFC所属。ポジションはミッドフィールダー。

## 経歴

### クラブ
テディントンを拠点とするNPLの下部組織に所属した後、2009年に8歳でフラムの下部組織に入団。下部組織内で昇格を続け、最終的にU-18チームとリザーヴチームでレギュラーの座を掴んだ。2017年8月8日、EFLカップ1回戦、アウェイのウィコム・ワンダラーズ戦でトップチーム初出場。
その後2シーズン、主にU-21チームでEFLトロフィーの試合に度々出場したが、トップチームでの出場機会はあまり得られなかった。2020年1月1日、ホームで迎えたレディング戦に途中出場し、チャンピオンシップ初出場。2020年夏、国内外の複数のクラブから関心を寄せられる中、新たな3年契約のオファーを辞退し、フラムから去ることとなった。
2021年1月24日、フラムとの契約を満了し、リーグ1のミルトン・キーンズ・ドンズにフリーで移籍。加入して間もない1月30日、ウィンブルドン戦でプロ初ゴールを記録した。
2021-22シーズン、開幕から印象的な活躍を残し、4ゴールを挙げた11月度のEFL月間最優秀若手選手に選出された。
2022年1月20日、4年半契約でスコティッシュ・プレミアシップのセルティックに移籍。移籍金は150万ポンドと報じられている。1月26日、リーグ第23節のハーツ戦で移籍後初出場。2月9日、リーグ第26節のアバディーン戦で移籍後初ゴールを挙げ、勝利に貢献した。4月9日、リーグ第33節のセント・ジョンストン戦では2ゴールを挙げ、チームも7-0で大勝した。シーズン途中の加入であったが主力として活躍し、2021-22シーズンのリーグ優勝に貢献した。
2022年9月6日、ホームのレアル・マドリード戦でUEFAチャンピオンズリーグ初出場。
2023年9月、セルティックとの契約延長に合意し、新たな4年契約を交わした。
2024年8月26日、イングランドのブライトンに完全移籍。5年契約で、移籍金は2,500万ポンド以上と報じられており、セルティックのクラブ記録になったとみられる。翌27日、EFLカップ2回戦のクローリー・タウン戦に先発出場し移籍後初出場を果たしたが、前半9分に相手選手からのタックルを受け、負傷交代を余儀なくされた。11月10日、負傷から復帰すると、リーグ第11節のマンチェスター・シティ戦に途中出場し、プレミアリーグ初出場。83分にこの試合の決勝点となる初ゴールも記録した。

### 代表
イングランドの世代別代表に選出されていたが、母方の血筋からアイルランド、デンマーク、ノルウェーの代表資格も有する。2022年2月には「イングランドの世代別代表でプレイしてきたけれど、同時にデンマーク人としての自覚もあるんだ。母がデンマーク人だから僕もそれなりに話せるし、理解もできる。言葉の面で問題はないと思うよ。もしデンマーク代表から呼ばれることがあれば、断ることはできないだろうね」と述べ、将来的にデンマーク代表を視野に入れていることを明らかにした。
同年3月、U-21デンマーク代表から初招集を受けた。6月14日、U-21欧州選手権予選のトルコ戦で初ゴールを記録。
2023年10月、EURO 2024予選のメンバーに負傷離脱者が出たため、A代表に追加召集された。11月20日、北アイルランド戦でA代表初出場。

## 個人成績

### クラブ
| 国内大会個人成績 | 国内大会個人成績 | 国内大会個人成績 | 国内大会個人成績   | 国内大会個人成績 | 国内大会個人成績 | 国内大会個人成績 | 国内大会個人成績 | 国内大会個人成績 | 国内大会個人成績 | 国内大会個人成績 | 国内大会個人成績 |
| 年度             | クラブ           | 背番号           | リーグ             | リーグ戦         | リーグ戦         | リーグ杯         | リーグ杯         | オープン杯       | オープン杯       | 期間通算         | 期間通算         |
| 年度             | クラブ           | 背番号           | リーグ             | 出場             | 得点             | 出場             | 得点             | 出場             | 得点             | 出場             | 得点             |
| イングランド     | イングランド     | イングランド     | イングランド       | リーグ戦         | リーグ戦         | FLカップ         | FLカップ         | FAカップ         | FAカップ         | 期間通算         | 期間通算         |
| ---------------- | ---------------- | ---------------- | ------------------ | ---------------- | ---------------- | ---------------- | ---------------- | ---------------- | ---------------- | ---------------- | ---------------- |
| 2017-18          | フラム           | 33               | チャンピオンシップ | 0                | 0                | 2                | 0                | 0                | 0                | 2                | 0                |
| 2018-19          | フラム           | 33               | プレミアリーグ     | 0                | 0                | 1                | 0                | 0                | 0                | 1                | 0                |
| 2019-20          | フラム           | 33               | チャンピオンシップ | 1                | 0                | 1                | 0                | 0                | 0                | 2                | 0                |
| 2020-21          | MKドンズ         | 17               | リーグ1            | 23               | 3                | -                | -                | -                | -                | 23               | 3                |
| 2021-22          | MKドンズ         | 7                | リーグ1            | 26               | 7                | 1                | 0                | 1                | 0                | 28               | 7                |
| スコットランド   | スコットランド   | スコットランド   | スコットランド     | リーグ戦         | リーグ戦         | S・リーグ杯      | S・リーグ杯      | スコティッシュ杯 | スコティッシュ杯 | 期間通算         | 期間通算         |
| 2021-22          | セルティック     | 33               | S・プレミア        | 16               | 4                | -                | -                | 2                | 0                | 18               | 4                |
| 2022-23          | セルティック     | 33               | S・プレミア        | 38               | 3                | 3                | 0                | 3                | 1                | 44               | 4                |
| 2023-24          | セルティック     | 33               | S・プレミア        | 37               | 18               | 1                | 0                | 5                | 1                | 43               | 19               |
| 2024-25          | セルティック     | 33               | S・プレミア        | 2                | 0                | -                | -                | -                | -                | 2                | 0                |
| イングランド     | イングランド     | イングランド     | イングランド       | リーグ戦         | リーグ戦         | FLカップ         | FLカップ         | FAカップ         | FAカップ         | 期間通算         | 期間通算         |
| 2024-25          | ブライトン       | 33               | プレミアリーグ     | 21               | 2                | 1                | 0                | 1                | 0                | 23               | 2                |
| 通算             | イングランド     | イングランド     | チャンピオンシップ | 1                | 0                | 3                | 0                | 0                | 0                | 4                | 0                |
| 通算             | イングランド     | イングランド     | プレミアリーグ     | 21               | 2                | 2                | 0                | 1                | 0                | 24               | 2                |
| 通算             | イングランド     | イングランド     | リーグ1            | 49               | 10               | 1                | 0                | 1                | 0                | 51               | 10               |
| 通算             | スコットランド   | スコットランド   | S・プレミア        | 93               | 25               | 4                | 0                | 10               | 2                | 107              | 27               |
| 総通算           | 総通算           | 総通算           | 総通算             | 164              | 37               | 10               | 0                | 12               | 2                | 186              | 39               |

### 代表
| デンマーク代表 | 国際Aマッチ | 国際Aマッチ |
| 年             | 出場        | 得点        |
| -------------- | ----------- | ----------- |
| 2023           | 1           | 0           |
| 2024           | 1           | 0           |
| 通算           | 2           | 0           |

## タイトル

### クラブ
セルティック
- スコティッシュ・プレミアシップ（2021-22[28]、2022-23[29]）
- スコティッシュカップ（2022-23[30]）
- スコティッシュリーグカップ（2022-23[31]）

### 個人
- EFL月間最優秀若手選手（英語版）（2021年11月[8]）
- スコティッシュ・プレミアシップ月間最優秀ゴール（2022年4月[32]）